# Пара (река, впадает в Маражо)
Пара́ (порт. Pará) — река в Бразилии. В настоящее время установлено, что воды Амазонки практически не участвуют в её формировании (основной вклад даёт Токатинс), поэтому бытовавшее ранее мнение, что она является южным рукавом Амазонки, ошибочно. Река начинается из бухты Бокас (которая на севере через небольшие протоки в районе Бревиса действительно соединяется с Амазонкой), и течёт на восток, отделяя расположенный на севере остров Маражо от материка. Через 125 км в Пару с юга впадает река Токатинс. После этого река течёт на северо-восток, и ещё через 185 км впадает через залив Маражо в Атлантический океан .
В устье Пары на южном берегу находится город Белен.
Основные притоки: Токатинс, Акара, Жакунда.